# Якопо Тиеполо
Якопо Тиеполо (на италиански: Jacopo Tiepolo) е четиридесети и трети дож на Република Венеция от 1229 до 1249 г.
Произхожда от богато знатно семейство. Оценен заради големите си качества, той получава титлата „херцог на Кандия“ (днес Крит) и два пъти е изпращан като посланик в Константинопол. Въпреки това след абдикацията на предишния дож Пиетро Дзиани членовете на съвета, който трябва да избере следващия дож, са разделени в мненията си – половината гласуват за Тиеполо, другата половина за Марино Дандоло.  Накрая изборът се прави с теглене на жребий и вероятно това е причината за последвалата вражда между фамилиите Тиеполо и Дандоло през следващия век.
Едва застъпил на поста си, новият дож е изправен пред редица бунтове в контролираните от венецианците територии. Ситуацията е особено тревожна на Крит, където дожът изпраща значителни военни сили.
След двадесет години управление през май 1249 г. Тиеполо се оттегля от поста. Той умира на 19 юли същата година, което дава основание да се смята, че причина за оттеглянето му е заболяване.

## Брак и потомство
Тиеполо има два брака (с Мария Сторлато, а след нейната смърт със сицилианската принцеса Валдрада). Раждат му се четирима сина и една дъщеря. Единият от синовете му, Пиетро Тиеполо, е пленен в битката при Кортенуева и по заповед на крал Фридрих II е обесен. Друг от синовете му, Лоренцо Тиеполо, става 46-и дож на Венеция през 1268 г., а неговият правнук Баджамонте Тиеполо през 1310 г. организира заговор против дожа Пиетро Градениго.